# Chrysops argentinus
Chrysops argentinus är en tvåvingeart som beskrevs av Pechuman 1953. Chrysops argentinus ingår i släktet Chrysops och familjen bromsar. Inga underarter finns listade i Catalogue of Life.